# جاي لين هيلمز
جاي لين هيلمز (بالإنجليزية: J. Lynn Helms)‏ هو شخصية أعمال أمريكي، ولد في 1 مارس 1925 في دي كوين في الولايات المتحدة، وتوفي في 11 ديسمبر 2011 في ويستبورت (كونيتيكت) في الولايات المتحدة.